# Le Christ et la femme adultère (Titien)
Pour les articles homonymes, voir Le Christ et la Femme adultère.
Le Christ et la femme adultère (en allemand : Christus und die Ehebrecherin), également intitulé La femme adultère devant le Christ, est une peinture à l'huile du Titien, réalisée vers 1520. Le tableau est conservé au Kunsthistorisches Museum de Vienne et représente l'épisode biblique de Jésus et la femme adultère,.

## Provenance
Carlo Ridolfi mentionne avoir vu ce tableau dans l'atelier vénitien de Bartolomeo della Nave. Il faisait partie de la collection d'art du duc d'Hamilton de 1638 à 1649. Il entra ensuite dans la collection de l'archiduc Léopold Guillaume d'Autriche.

## Copies

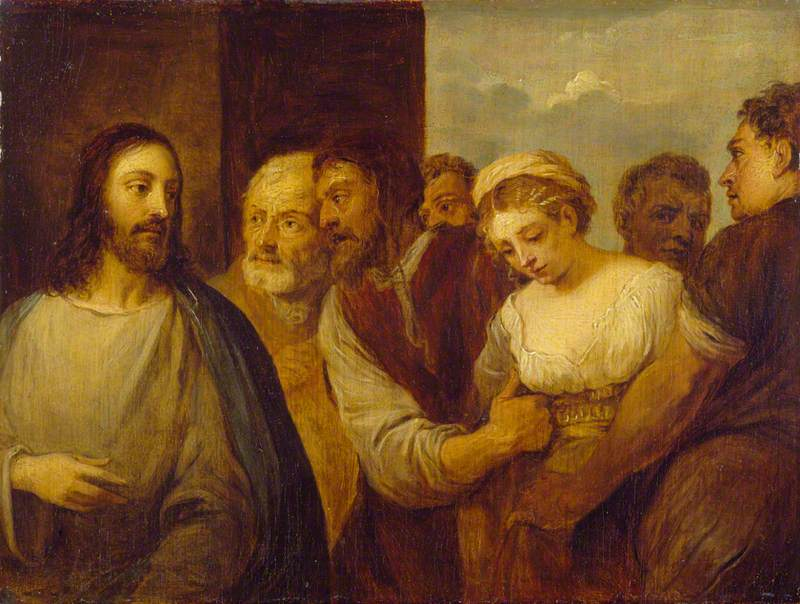
Copie de Teniers d'après Titien, 1655–1656 (16,9 x 22,5 cm)
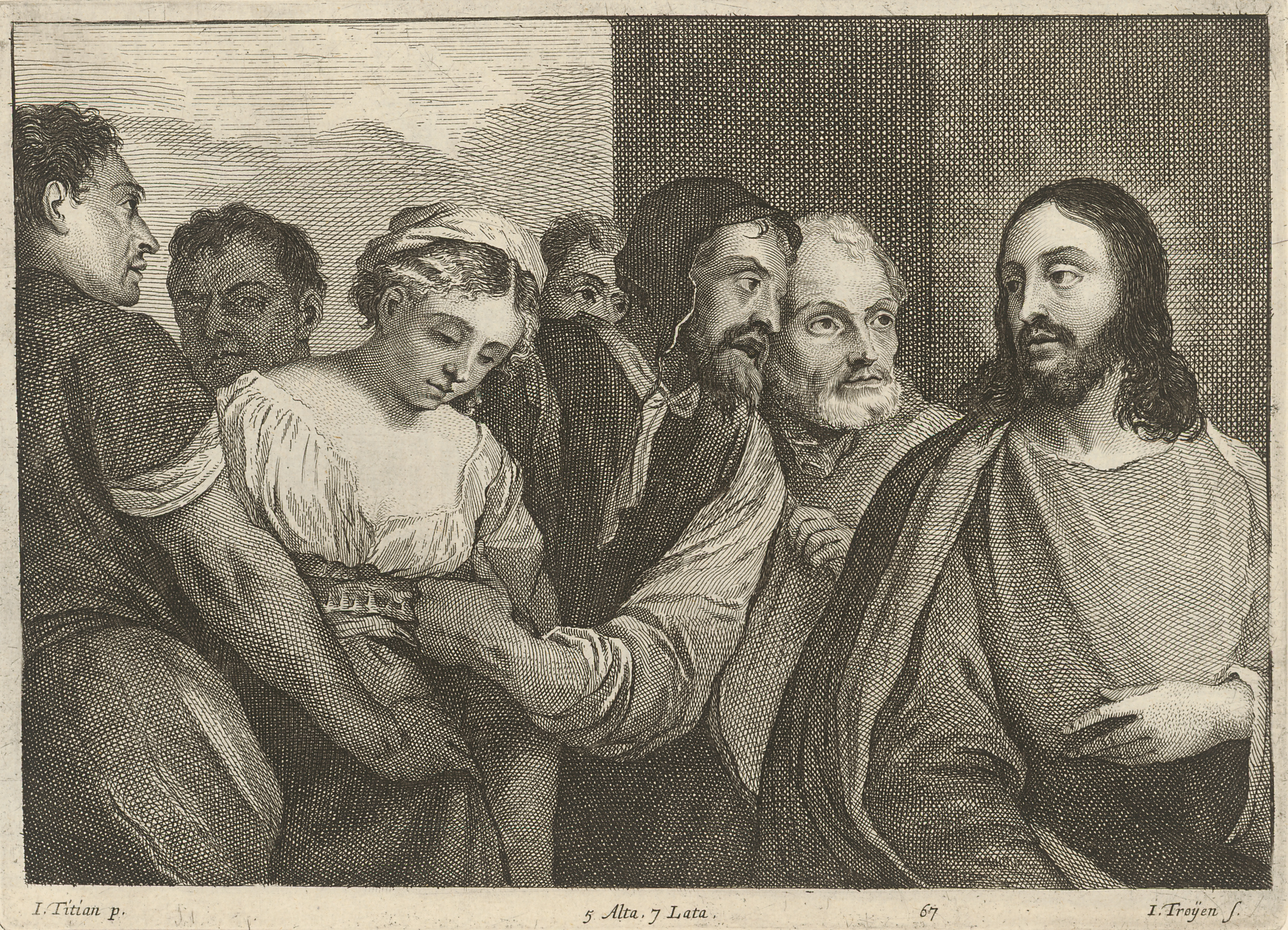
Impression de Jan van Troyen d'après Teniers pour le Theatrum Pictorium, 1673
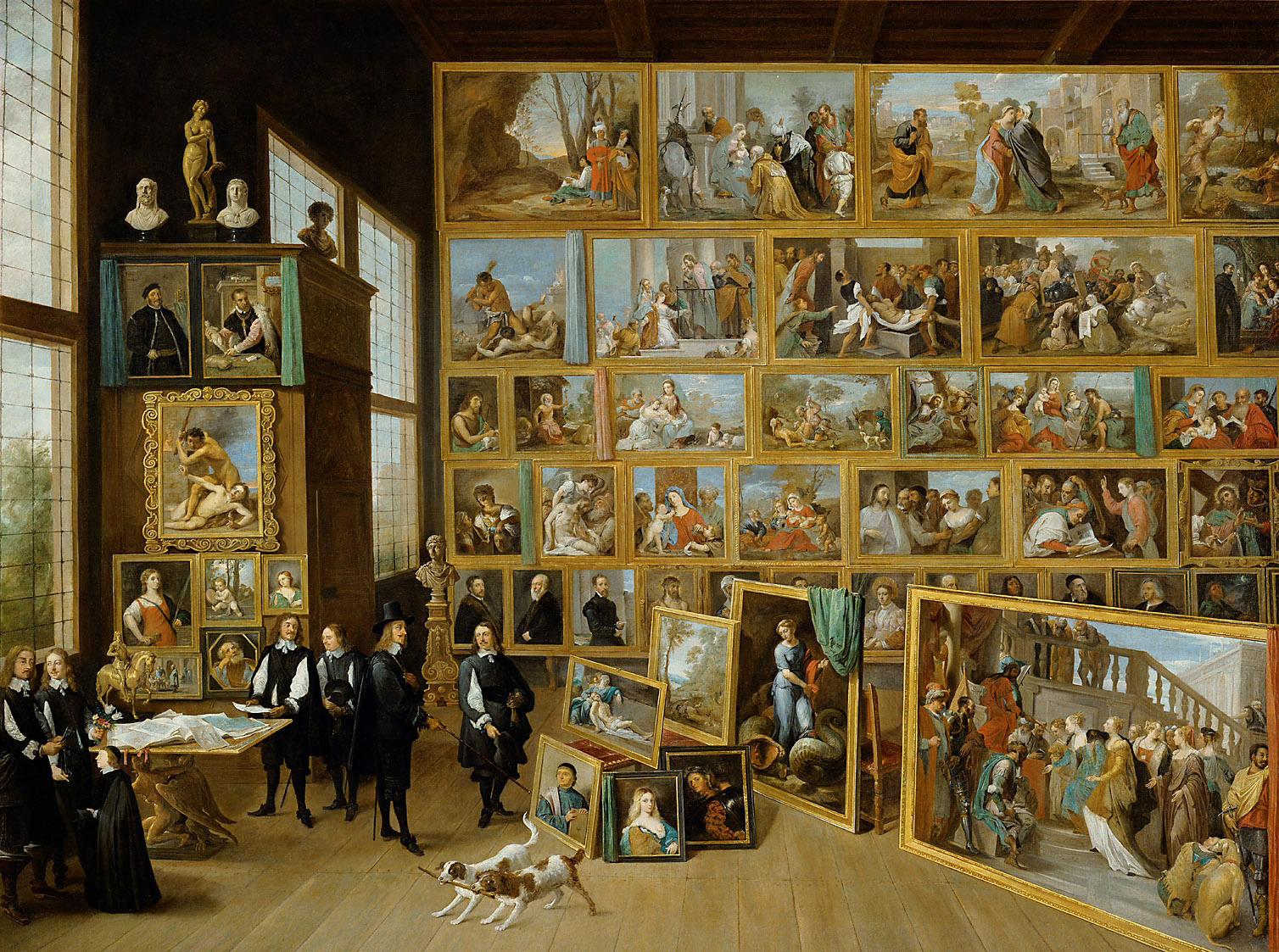
Galerie de l'archiduc Léopold Guillaume à Bruxelles (Vienne, vers 1650)
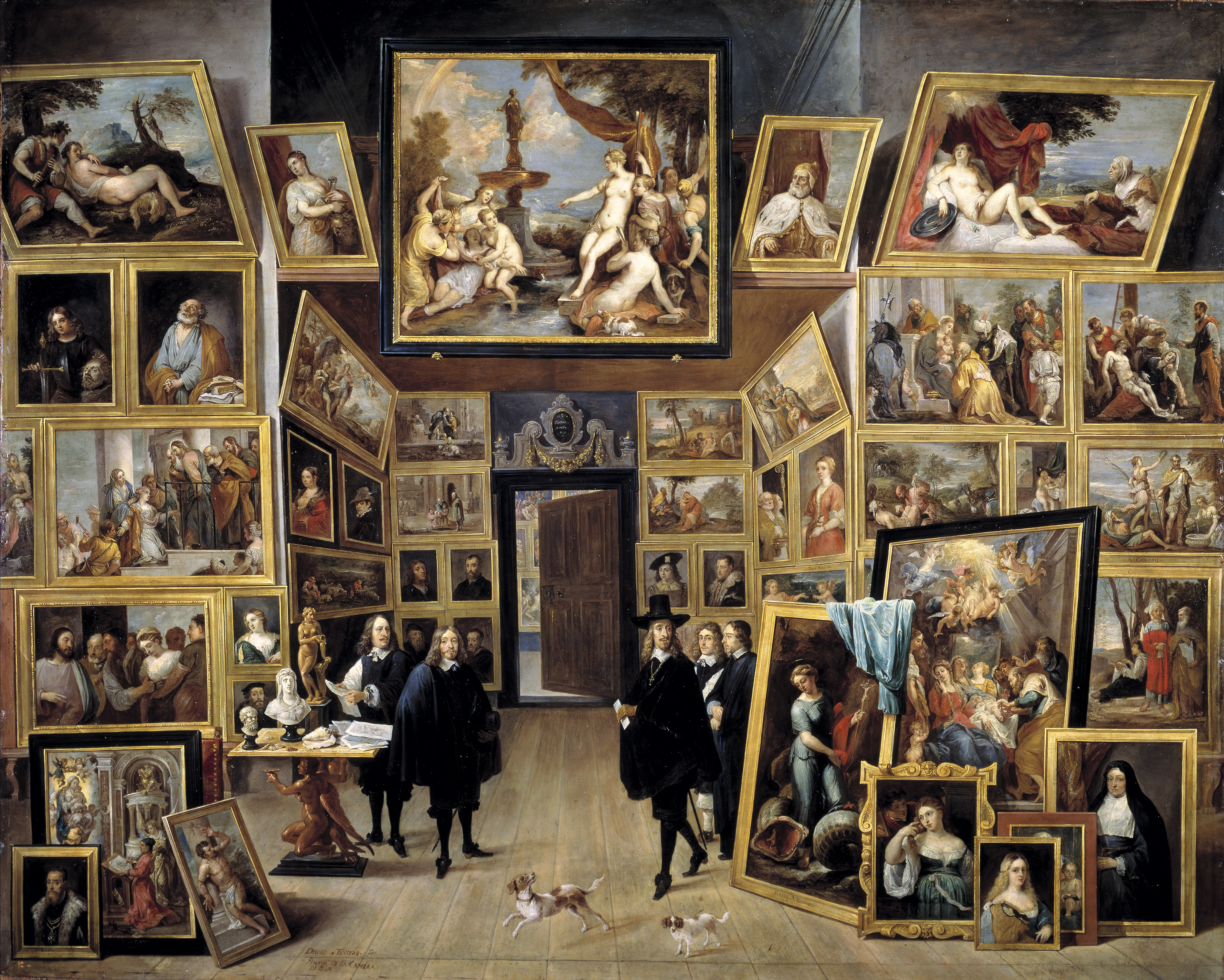
L'archiduc Léopold Guillaume dans sa galerie de peinture à Bruxelles (Prado, 1651)
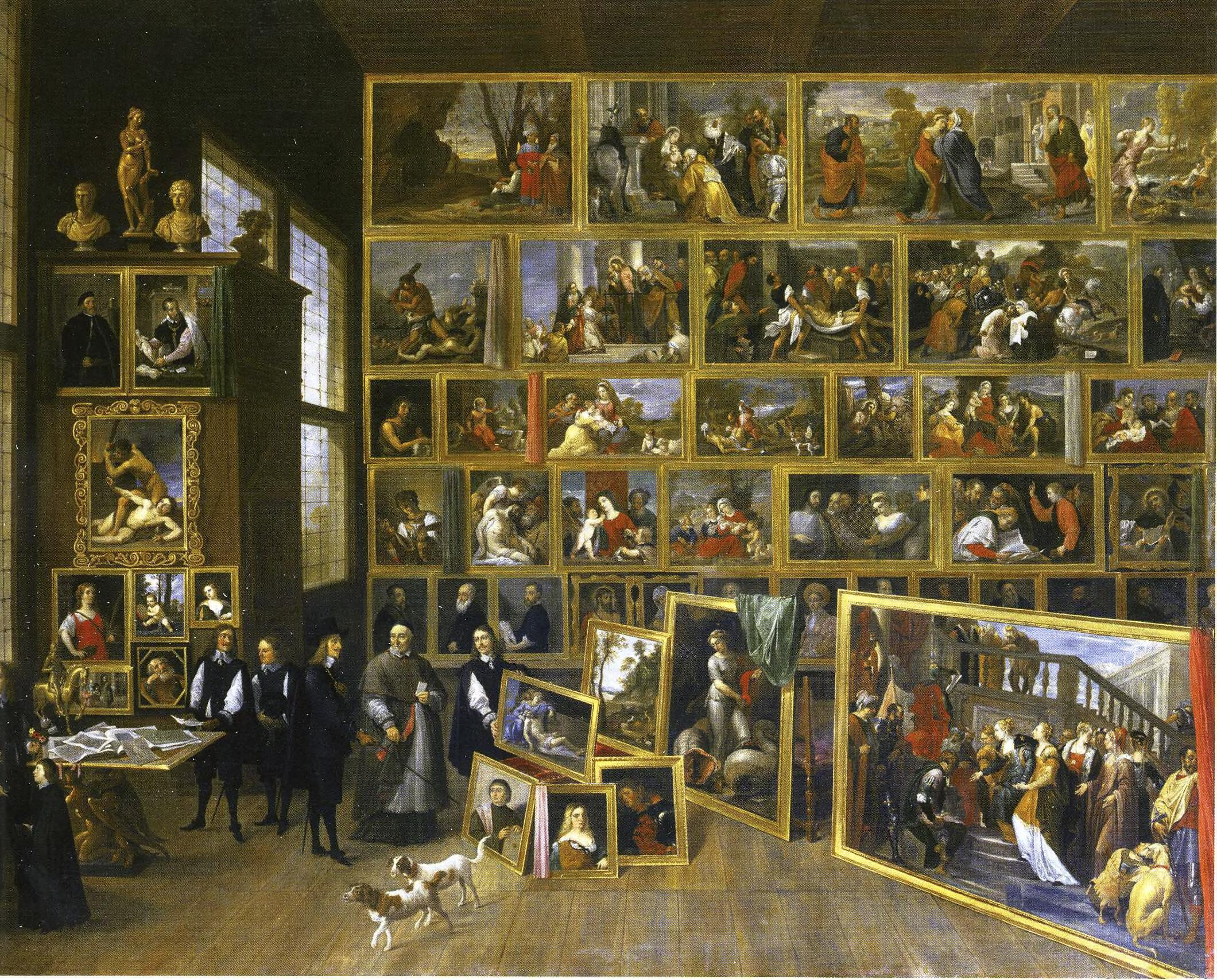
Galerie de l'archiduc Léopold Guillaume à Bruxelles (Petworth, 1651)

## Sources
- Ricketts, Charles (1910). Titien. Londres : Methuen & Co. Ltd. pp. 24, 35, 146, 176.
- "Christ et la femme adultère" . Musée d'histoire de l'art. Récupéré le 27 octobre 2022.